# Bagnou Beido

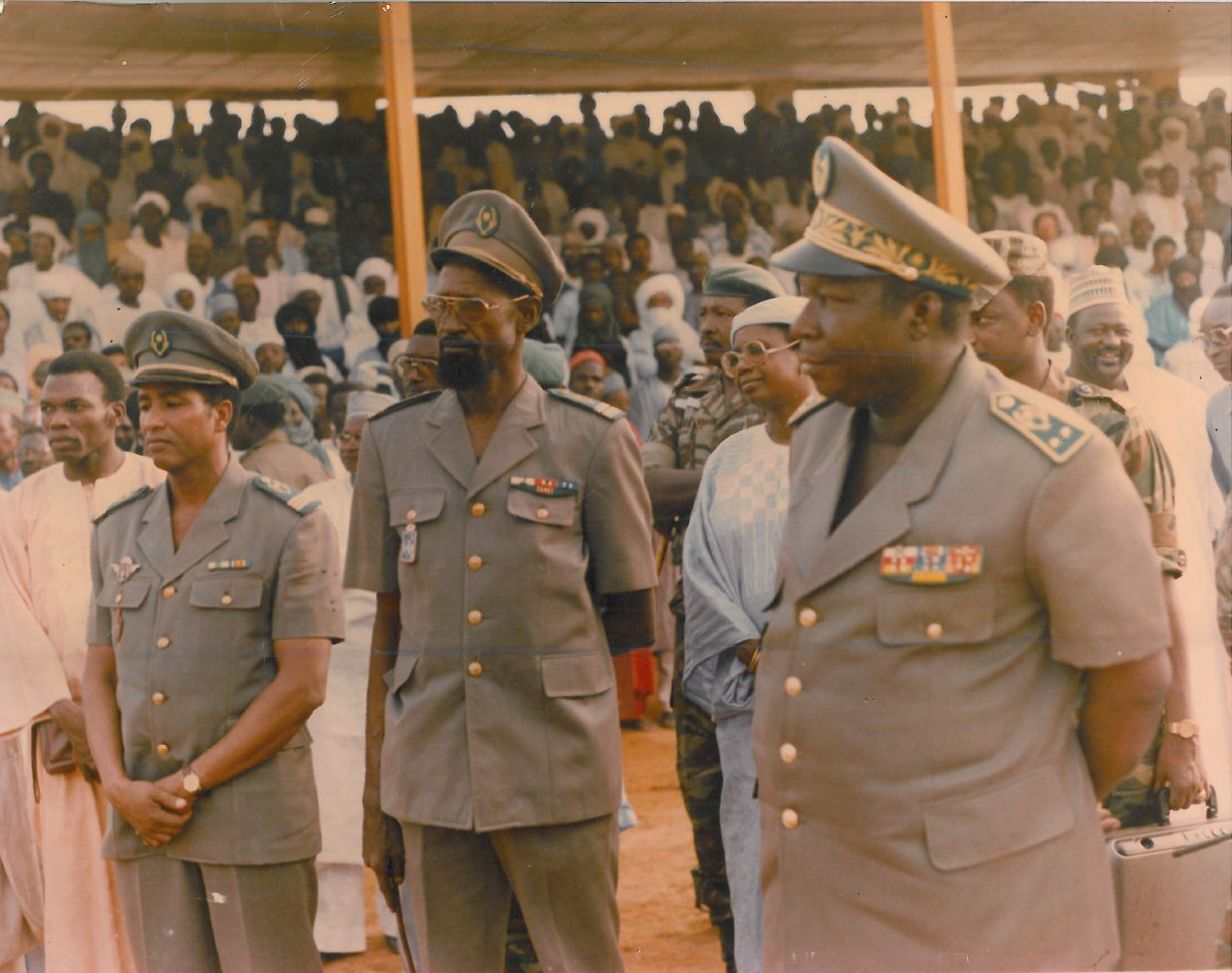
Bagnou Beido in der Mitte der Offiziere

Bagnou Beido (* 1939 in Dosso; † 11. Dezember 1994 in Niamey; Schreibweisen auch Bagnou und Beïdo, Beido, Beïdo) war ein nigrischer Offizier und Politiker.

## Leben
Bagnou Beido  meldete sich 1957 als Freiwilliger zu den  Französischen Streitkräften. 1959 war er in Algerien eingesetzt und erreichte den Rang eines Sergent. Nach der Unabhängigkeit Nigers wurde er 1961 Mitglied der Nigrischen Streitkräfte. Er diente in verschiedenen Einheiten in Niamey, Zinder und Agadez und hatte ab 1973 den Rang eines Hauptmanns inne. 
Bagnou Beido gehörte zu den Offizieren, die beim Militärputsch am 15. April 1974 den Staatspräsidenten Hamani Diori absetzten, und war Mitglied des Obersten Militärrats, der von 1974 bis 1989 bestehenden Militärjunta Nigers. Kurz nach dem Staatsstreich übernahm Beidou das Kommando der 2. motorisierten Saharakompanie in Agadez und agierte als Repräsentant des Obersten Militärrats im Departement Agadez, das er ab 1975 als Präfekt leitete. 1979 wurde er Präfekt des Departements Zinder, 1981 Präfekt des Departements Diffa und 1983 erneut Präfekt des Departements Agadez. Zu dieser Zeit hatte er den Rang eines Bataillonschefs inne. Beidou wurde am 10. März 1988 beigeordneter Minister für Verteidigung, was er bis 19. Mai 1989 blieb. Anschließend übernahm er als Präfekt bis 1990 die Leitung des Departements Tahoua. Bagnou Beido, der zuletzt den Rang eines Obersts erreicht hatte, ging 1991 in Ruhestand.
Als das Militär im Sommer 1991 seine politische Macht an eine zivile Nationalkonferenz abgab, wurde Bagnou Beido angeklagt, für die geheime Hinrichtung von Sani Souna Sido, den stellvertretenden Vorsitzenden des Obersten Militärrats, im Jahr 1977 sowie für Repressionen gegenüber der Tuareg-Zivilbevölkerung um Tchintabaraden im Jahr 1989 verantwortlich zu sein. Ein Urteil des Obersten Gerichtshofs führte zu seiner Freilassung im April 1992. Bagnou Beido starb zwei Jahre später an den Folgen eines Verkehrsunfalls. Bagnou Beido war verheiratet, sein ältester Sohn Garba Bagnou Beido lebt in Deutschland.

## Ehrungen
- Kommandeur des Nationalordens Nigers[1]
- Großes Bundesverdienstkreuz mit Stern des Verdienstordens der Bundesrepublik Deutschland (verliehen in Bonn am 24. November 1983 durch Karl Carstens)[2]